# Каролево (Староґардський повіт)
Каролево (пол. Karolewo, нім. Karlshagen) — село в Польщі, у гміні Зблево Староґардського повіту Поморського воєводства. Населення — 204 особи (2011).
У 1975—1998 роках село належало до Гданського воєводства.

## Демографія
Демографічна структура станом на 31 березня 2011 року:
|          | Загалом | Допрацездатний вік | Працездатний вік | Постпрацездатний вік |
| -------- | ------- | ------------------ | ---------------- | -------------------- |
| Чоловіки | 109     | 33                 | 67               | 9                    |
| Жінки    | 95      | 21                 | 54               | 20                   |
| Разом    | 204     | 54                 | 121              | 29                   |